# Urat Timur
Urat Timur is een bestuurslaag in het regentschap Samosir van de provincie Noord-Sumatra, Indonesië. Urat Timur telt 1270 inwoners (volkstelling 2010).